# Ро Волка
Ро Волка (лат. ρ Lupi), HD 128345 — двойная звезда в созвездии Волка на расстоянии приблизительно 320 световых лет (около 98 парсеков) от Солнца. Видимая звёздная величина звезды — +4,007m.

## Характеристики
Первый компонент (HD 133242) — бело-голубая звезда спектрального класса B3-B4V, или B3,5V, или B5V. Масса — около 3,548 солнечных, радиус — около 3,985 солнечных, светимость — около 365,12 солнечных. Эффективная температура — около 14000 K.
Второй компонент — красный карлик спектрального класса M. Масса — около 115,62 юпитерианских (0,1104 солнечной). Удалён на 2,543 а.е..